# Xã Wilson, Quận Grundy, Missouri
Xã Wilson (tiếng Anh: Wilson Township) là một xã thuộc quận Grundy, tiểu bang Missouri, Hoa Kỳ. Năm 2010, dân số của xã này là 406 người.